# 埼玉県道171号ときがわ坂戸線

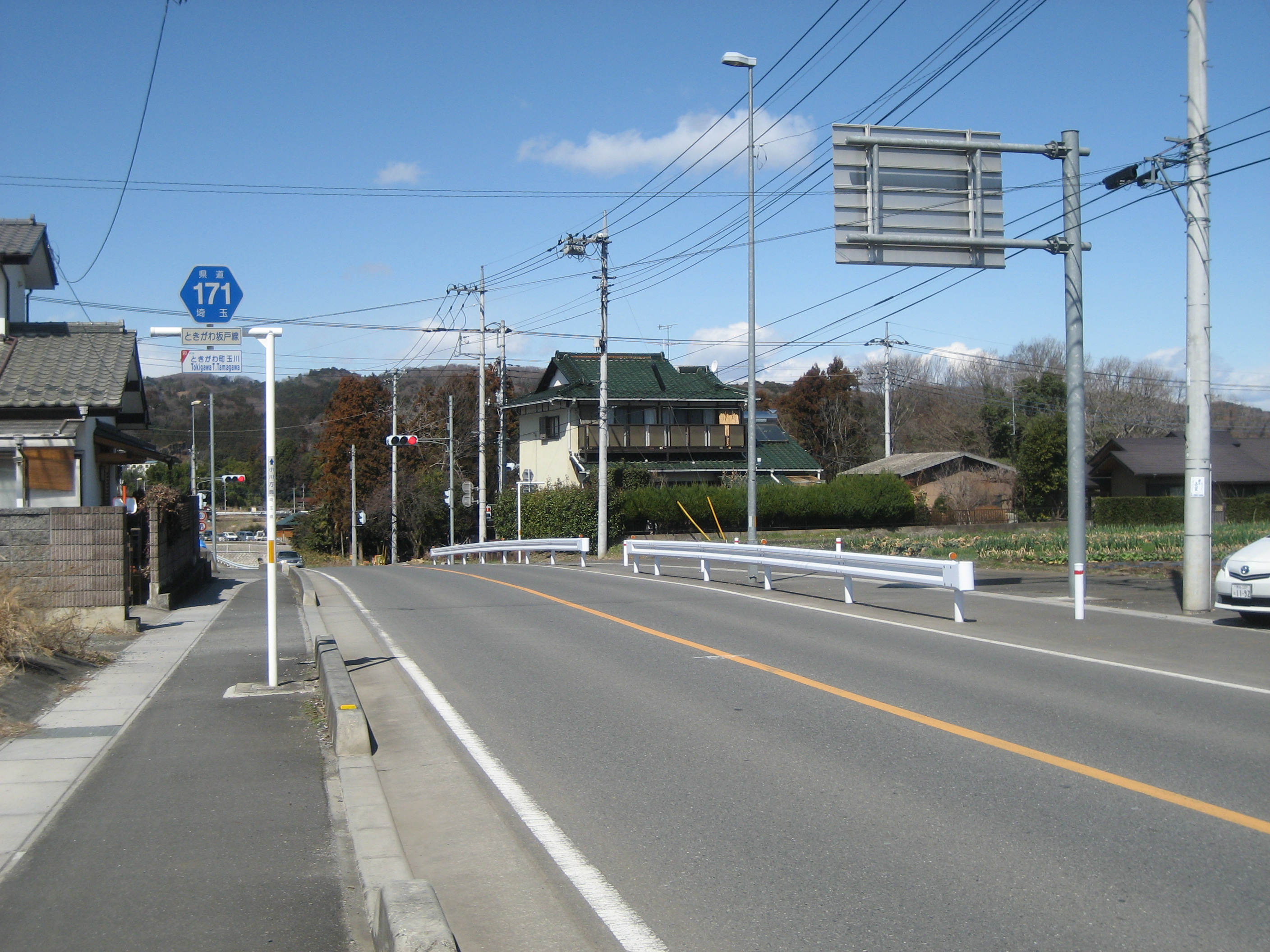
ときがわ町玉川付近

埼玉県道171号ときがわ坂戸線（さいたまけんどう171ごう ときがわさかどせん）は、埼玉県比企郡ときがわ町から同県坂戸市に至る都道府県道である。

## 歴史
- 2003年（平成15年）11月26日 - 新玉川橋を含む「玉川バイパス」が開通する[1]。
- 2007年（平成19年）4月1日 - 路線名を埼玉県道171号玉川坂戸線から埼玉県道171号ときがわ坂戸線へ変更。

## 路線概要
- 起点：比企郡ときがわ町大字五明（埼玉県道30号飯能寄居線交点）（ときがわ町五明交差点）
- 終点：坂戸市（埼玉県道39号川越坂戸毛呂山線交点）（坂戸市小山三叉路）
- 総距離：11,607 m

## 地理

### 通過する自治体
- 埼玉県
  - 比企郡ときがわ町 - 比企郡鳩山町 - 入間郡毛呂山町 - 坂戸市

### 交差する道路
| 交差する道路                 | 交差点名         | 所在地     | 所在地 |
| ---------------------------- | ---------------- | ---------- | ------ |
| 埼玉県道30号飯能寄居線       | 五明             | ときがわ町 |        |
| 埼玉県道173号ときがわ熊谷線  | 新玉川橋(西)     | ときがわ町 |        |
| 埼玉県道172号大野東松山線    | 玉川工業高校入口 | ときがわ町 |        |
| 埼玉県道41号東松山越生線     | 大橋             | 鳩山町     |        |
| 埼玉県道41号東松山越生線     | 鳩山駐在所前     | 鳩山町     |        |
| 埼玉県道343号岩殿岩井線      | 今宿             | 鳩山町     |        |
| 埼玉県道39号川越坂戸毛呂山線 | 小山             | 坂戸市     |        |

### 重複区間
- 埼玉県道41号東松山越生線「大橋交差点」 - 「鳩山駐在所前交差点」間重複（鳩山町）

### 交差する鉄道と河川
- 八高線（ときがわ町）
- 都幾川「玉川橋、新玉川橋」（ときがわ町）
- 鳩川「東海道橋」（鳩山町）
- 越辺川「今川橋」

### 沿線の施設
- 小川警察署玉川駐在所
- ときがわ町役場
- 埼玉県立玉川工業高等学校
- 東松山警察署鳩山西駐在所
- 西入間広域消防組合鳩山分署
- 鳩山町立鳩山中学校
- 鳩山町文化会館
- 中央公民館
- 鳩山町役場
- 鳩山郵便局

## ギャラリー

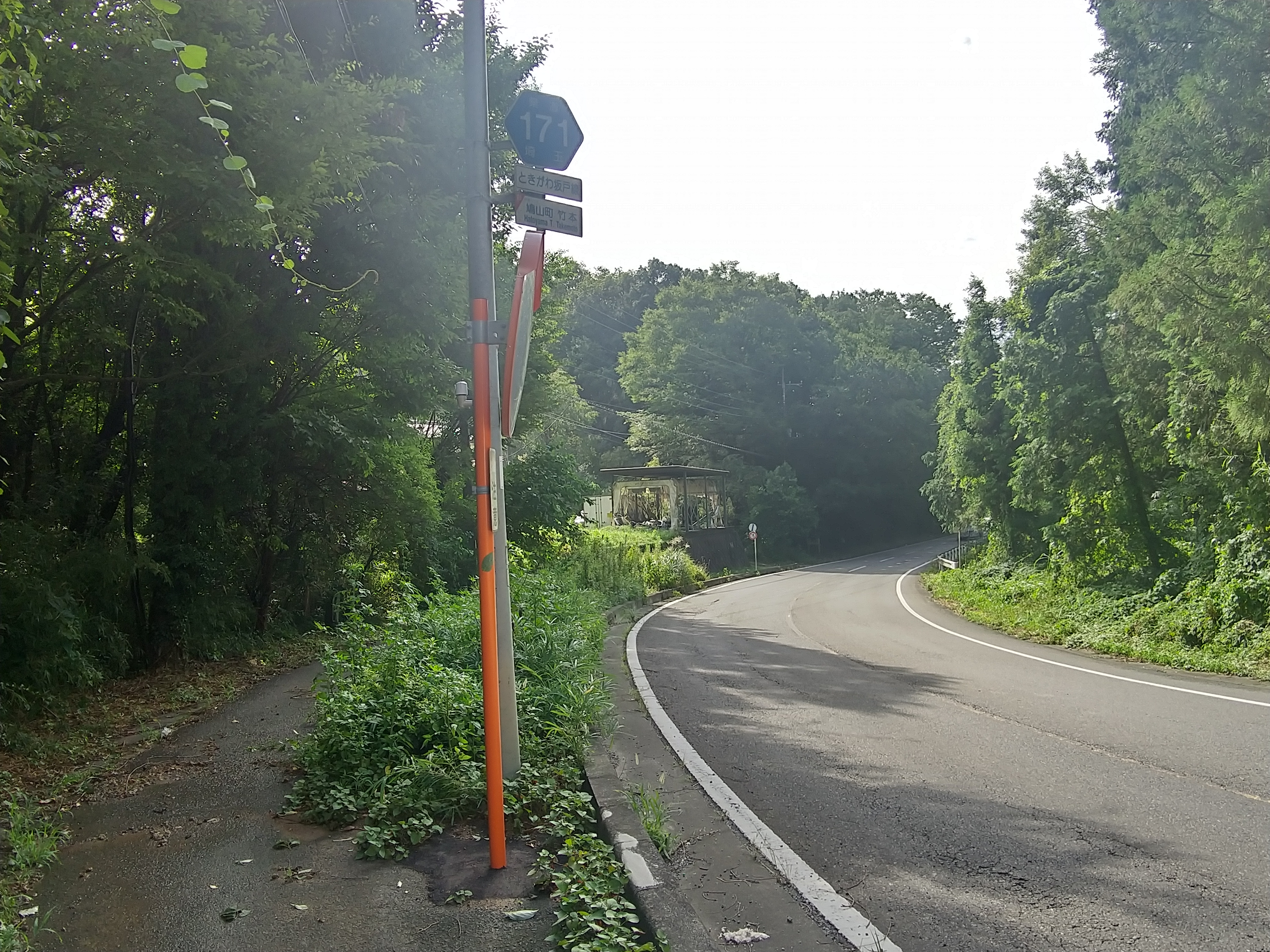
鳩山町竹本付近
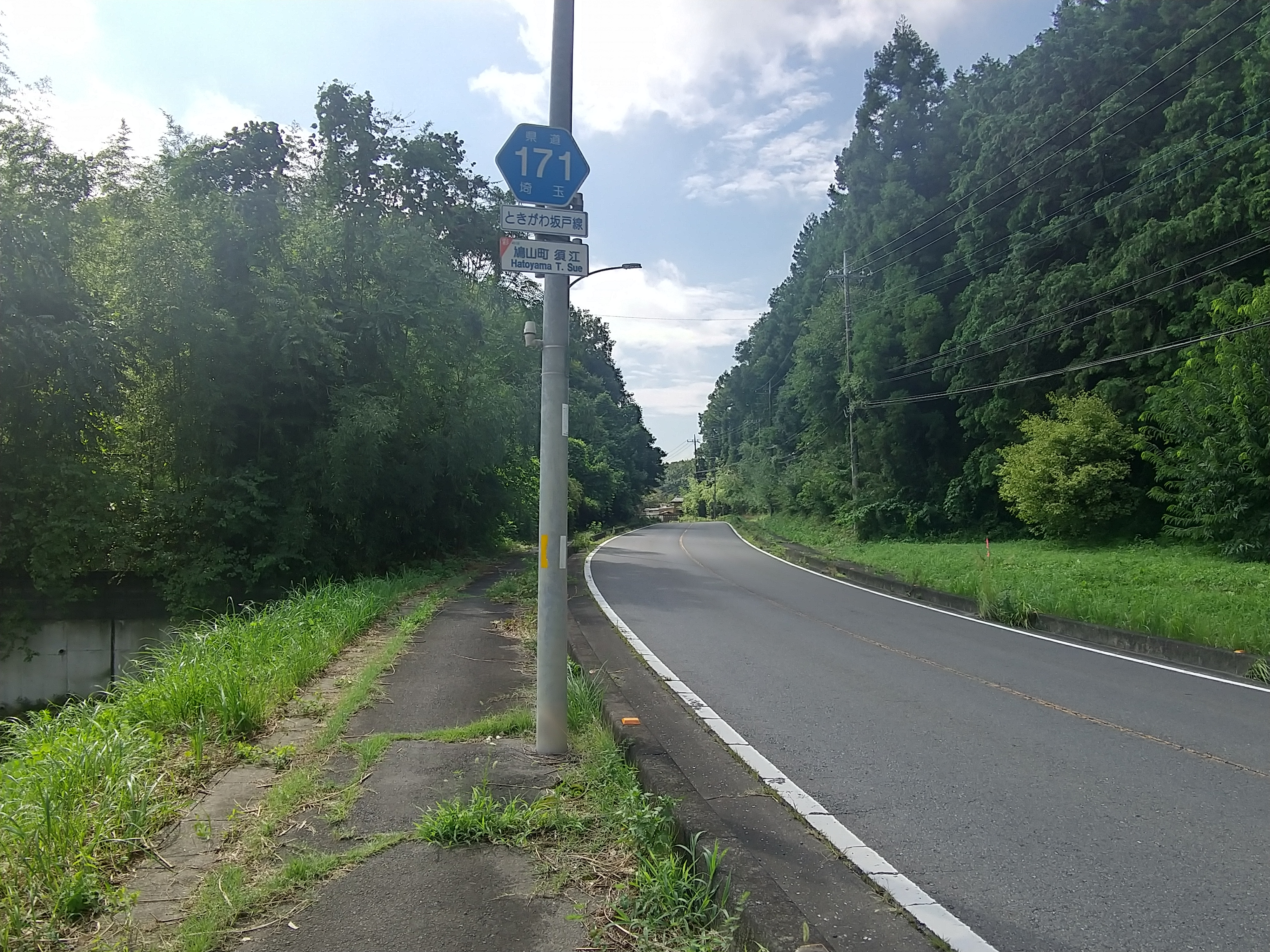
鳩山町須江付近
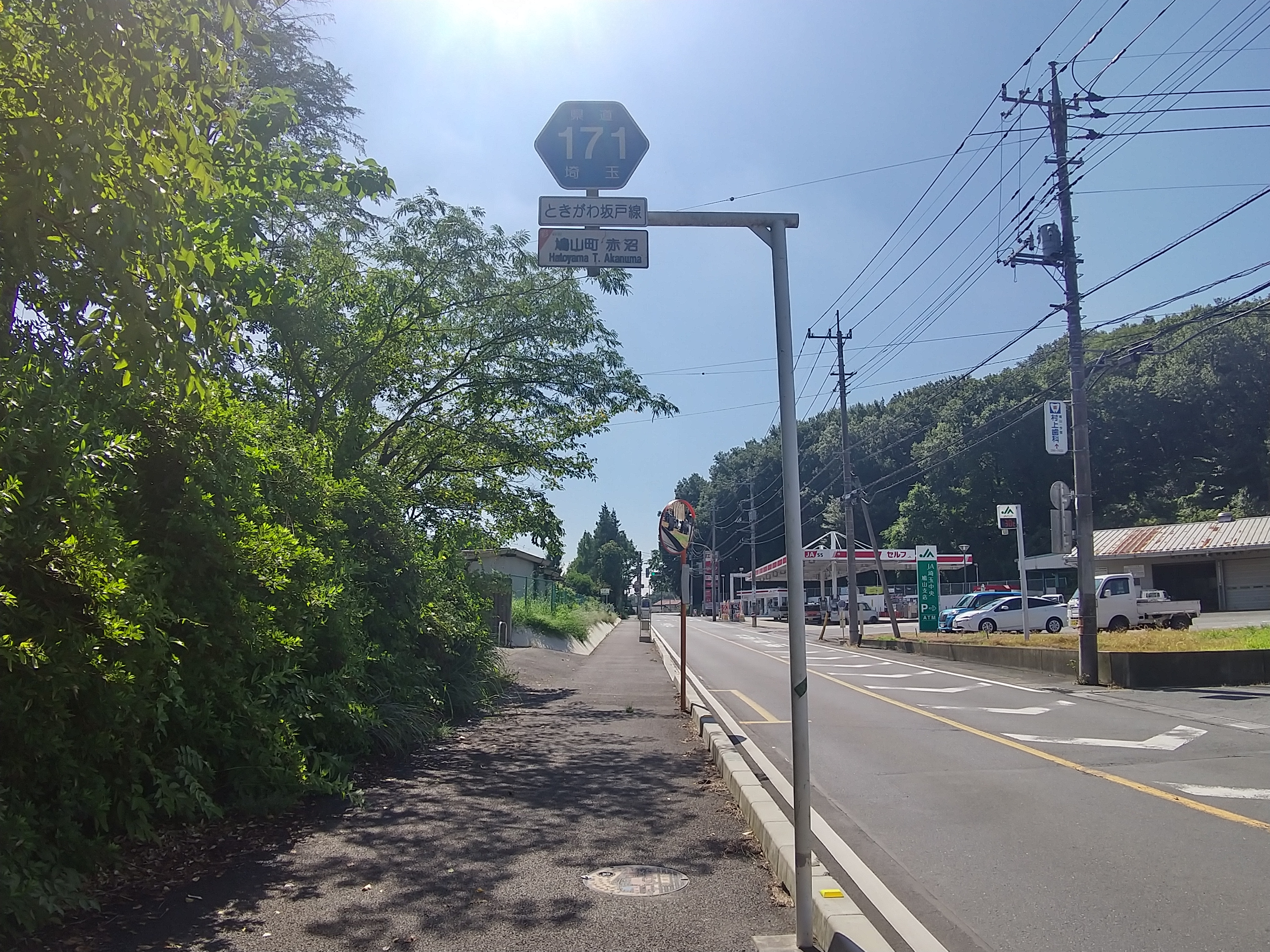
鳩山町赤沼付近
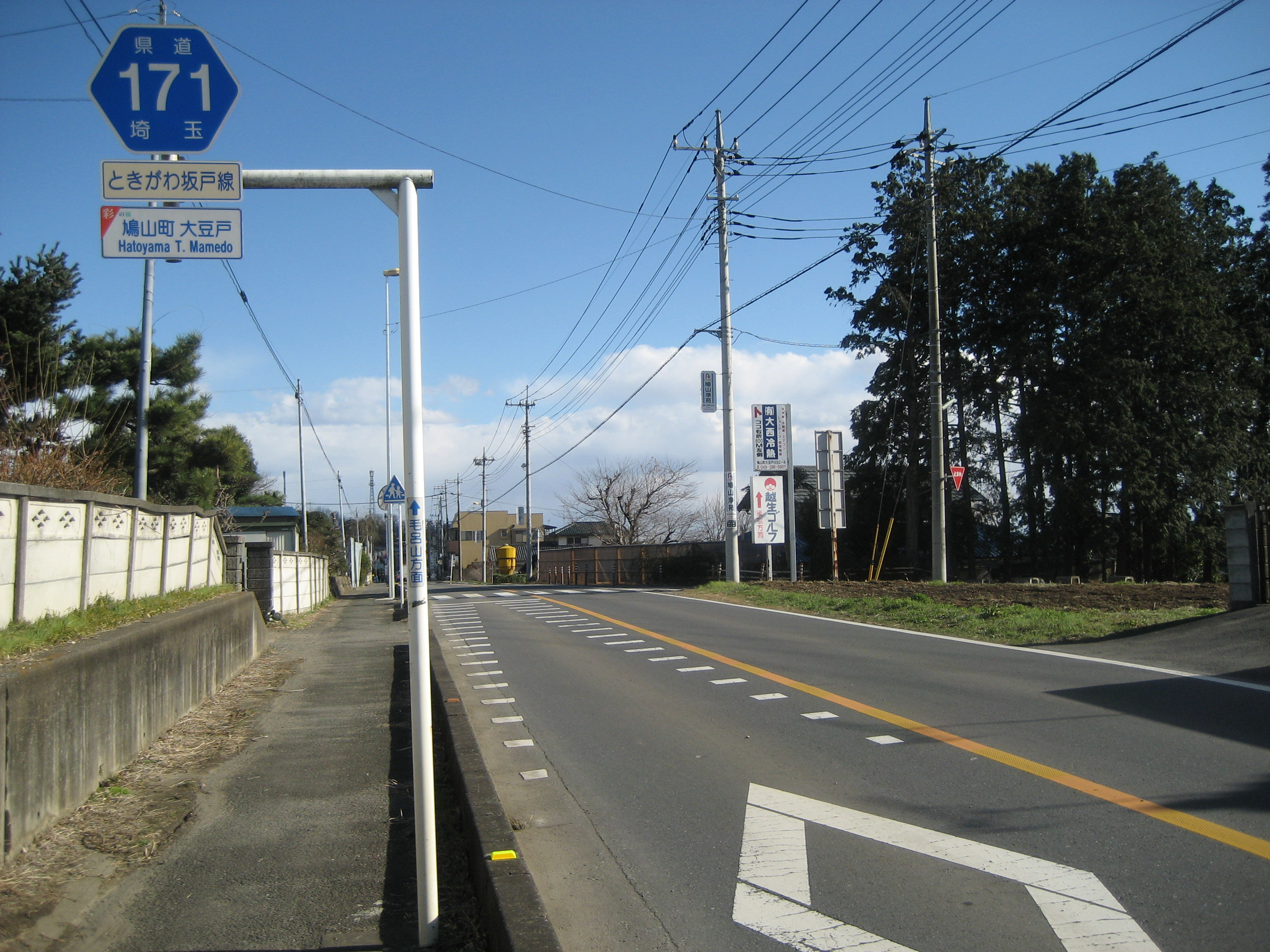
鳩山町大豆戸付近
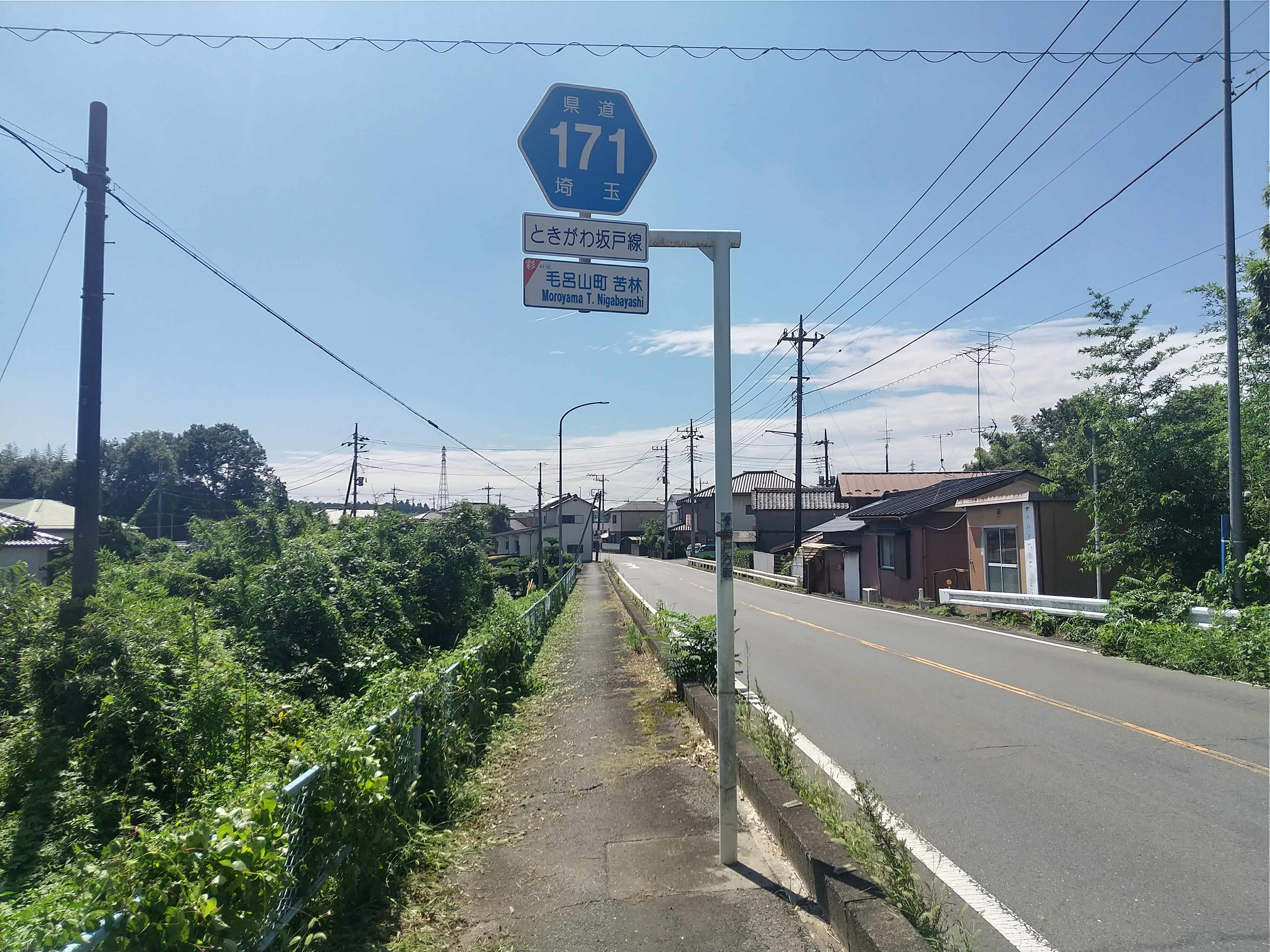
毛呂山町苦林付近